# Kaple Panny Marie Pomocnice (Těšany)
Kaple Panny Marie Pomocnice je římskokatolická kaple na území obce Těšany, nacházející se na návrší východně od intravilánu vsi. Kaple byla postavena jako poděkování za návrat těšanských politických vězňů z nacistických koncentračních táborů. Projekt vytvořil architekt Karel Křepelka. Základní kámen byl posvěcen 30. června 1946, kaple byla vysvěcena 13. června 1948.
Kaple má jeden bezejmenný zvon. Vnitřní výzdobu stavby prováděli bratři Lengálové ze Šitbořic. Kolem jsou vysázeny břízy, javory, borovice a jiné okrasné dřeviny.
Každým rokem se v květnu koná pouť, kde je sloužena mše svatá.